# Mount Apo
Mount Apo is een vulkaan een paar kilometer ten zuidwesten van Davao City op het eiland Mindanao in de Filipijnen. Met 2954 meter is het de hoogste berg van het land. Apo is Filipijns voor 'grootvader der bergen'. De vulkaan is heilig voor de inheemse bevolking.
Op 9 mei 1936 kreeg Mount Apo van president Manuel Quezon de status van nationaal park, met een oppervlakte van 808 km².

## Geologie
Stratovulkaan Apo heeft een afgeplatte top met drie pieken. Er zijn meerdere warmwaterbronnen en -meren te vinden op Mount Apo. Wanneer de laatste eruptie plaatsvond is onbekend, maar de vroegere activiteit levert nog steeds geothermische energie. Een elektriciteitscentrale maakt van deze energie gebruik.

## Flora en fauna
De Mount Apo is bedekt door een bos van tropisch hardhoutbomen. De muis Tarsomys apoensis leeft onder andere op Mount Apo en werd hier voor het eerst ontdekt. Een ander knaagdier in het gebied is Limnomys sibuanus. Het geslacht Apomys, is net als Tarsomys apoensis, naar de berg genoemd. Enkele andere soorten komen ook op Mount Apo voor. Ook een van de zeldzaamste orchideeën ter wereld is op Mount Apo te vinden; de waling-waling (Vanda sanderiana).
In het park leven zo'n 270 vogelsoorten, waarvan er meer dan 100 endemisch zijn. Onder de zeldzame vogelsoorten bevindt zich de haast uitgestorven Filipijnse apenarend. Mount Apo is een van de weinige plekken waar deze vogel nog in het wild te vinden is.

## Beklimming
De eerste beklimming van Mount Apo vond plaats in 1880; de groep geleid door Don Joaquin Rajal bereikte op 10 oktober de top. Tegenwoordig is de berg een van de meest populaire klimbestemmingen van het land. De top is vrij makkelijk te bereiken in tegenstelling tot andere bergen zoals Mount Halcon en Mount Banahaw. Het eerste deel van de beklimming is vrij makkelijk. Veel wandelaars brengen de nacht door in de grote hut bij Agko Blue Lake op een hoogte van 1200 meter, na ongeveer 4 uur te hebben gelopen. Op een hoogte van ongeveer 1800 meter wordt de klim steiler. Op 2400 meter ligt de tweede rustplaats, bij Lake Venado. Vanaf daar is het ongeveer 3 uur lopen naar de top. De klim neemt gemiddeld 3 dagen in beslag en kan het beste in de periode van april tot mei worden uitgevoerd. Expedities kunnen lastiggevallen worden door lokale rebellen.